# Xystrocera flavovariegata
Xystrocera flavovariegata es una especie de escarabajo longicornio del género Xystrocera, categorizada en la tribu Xystrocerini, de la subfamilia Cerambycinae. Fue descrita por Breuning en 1957.

## Descripción
Mide 16-25 mm de longitud.

## Distribución
Se distribuye por Etiopía.